# Лысенков, Сергей Николаевич
Сергей Николаевич Лысенков (7 июня 1899, Москва — 26 марта 1962, Москва) — советский военачальник, полковник (1938).

## Раняя биография
Сергей Николаевич Лысенков родился 7 июня 1899 года в Москве.
Работал в Москве наборщиком в типографиях Смирнова, Яковлева, Симонова, а с ноября 1917 года — в типографии Московско-Виндаво-Рыбинской железной дороги.

## Военная служба

### Гражданская война
В мае 1919 года призван в ряды РККА и направлен красноармейцем в 611-й запасной стрелковый полк, дислоцированный в Тамбове, откуда в августе переведён в 334-й стрелковый полк в составе 10-й армии (Южный фронт), после чего принимал участие в боевых действиях в районе Котлубани и станицы Иловлинская против войск под командованием А. И. Деникина.
В октябре Лысенков направлен на учёбу на 1-е Саратовские командные курсы, в составе которых принимал участие в подавлении восстания под руководством А. В. Сапожкова. После окончания курсов в сентябре 1920 года назначен на должность командира взвода в составе 457-го стрелкового полка (51-я стрелковая дивизия), после чего участвовал в боях против войск под командованием П. Н. Врангеля в районе Каховки, Перекопа и в Крыму, а в 1921 году — против бандитизма на территории Каменец-Подольской губернии. 20 мая 1921 года в районе города Балта был тяжело ранен.

### Межвоенное время
После выздоровления продолжил служить в составе 51-й стрелковой дивизии. В августе 1922 года назначен на должность помощника командира роты в составе 153-го стрелкового полка, а в ноябре 1923 года — на должность командира роты в составе 285-го стрелкового полка.
В августе 1925 года направлен на учёбу в Киевскую объединённую школу подготовки командиров РККА, после окончания которой с августа 1927 года служил на должностях командира роты и батальона в составе 29-го стрелкового полка (10-я стрелковая дивизия), дислоцированного в Архангельске. В мае 1929 года Лысенков переведён в 20-й стрелковый полк (7-я стрелковая дивизия, Украинский военный округ), дислоцированный в Чернигове, где служил на должностях командира роты, помощника начальника штаба полка и командиром батальона.
В ноябре 1935 года года направлен на Черноморский флот, где назначен на должность старшего помощника командира, в июне 1936 года — на должность командира базы 1-й бригады подводных лодок в Севастополе, а в сентябре 1937 года — на должность начальника объединённой школы оружия Учебного отряда Черноморского флота.
30 ноября 1939 года направлен на учёбу на курсы «Выстрел», после окончания которых с 31 мая 1940 года служил в Управлении Наркомата ВМФ на должностях инспектора и помощника начальника 3-го отдела подготовки сухопутных войск.
25 декабря 1940 года полковник С. Н. Лысенков назначен на должность заместителя начальника Лепельского пехотного училища, переименованного 5 мая 1941 года в Череповецкое.

### Великая Отечественная война
В июле 1941 года назначен на должность начальника Уфимского пехотного училища, а в октябре — на должность командира 47-й стрелковой бригады, формировавшейся в Челябинске (Уральский военный округ). По завершении формирования в ноябре бригада была направлена на Западный фронт, где после включения в состав 1-й ударной армии в ходе битвы за Москву принимала участие в боевых действиях в районе Яхромы против 7-й танковой дивизии противника и затем в Клинско-Солнечногорской и Демянской наступательных операциях. 2 мая 1942 года был тяжело ранен, после чего лечился в госпитале.
По выздоровлении в декабре 1942 года направлен на учёбу на ускоренный курс Высшей военной академии имени К. Е. Ворошилова, после окончания которого в мае 1943 года назначен на должность начальника Калинковичского пехотного училища. В октябре 1944 года зачислен в распоряжение Главного управления кадров НКО и 22 декабря назначен на должность заместителя 78-й стрелковой дивизии, которая участвовала в ходе Будапештской наступательной Балатонской оборонительной операций.
16 марта 1945 года назначен на должность командира 61-й гвардейской стрелковой дивизии, которая вела боевые действия в ходе Венской наступательной операции. 8 апреля полковник С. Н. Лысенков был снят с занимаемой должности «за оставление частей дивизии без управления» и 5 мая назначен заместителем командира 155-й стрелковой дивизии в составе 135-го стрелкового корпуса.

### Послевоенная карьера
После окончания войны находился на прежней должности.
Полковник Сергей Николаевич Лысенков в июне 1946 года вышел в запас. Умер 26 марта 1962 года в Москве.

## Награды
- Орден Ленина (21.02.1945);
- Два ордена Красного Знамени (21.07,1942, 03.11.1944);
- Медали.